# Tan Kah Kee

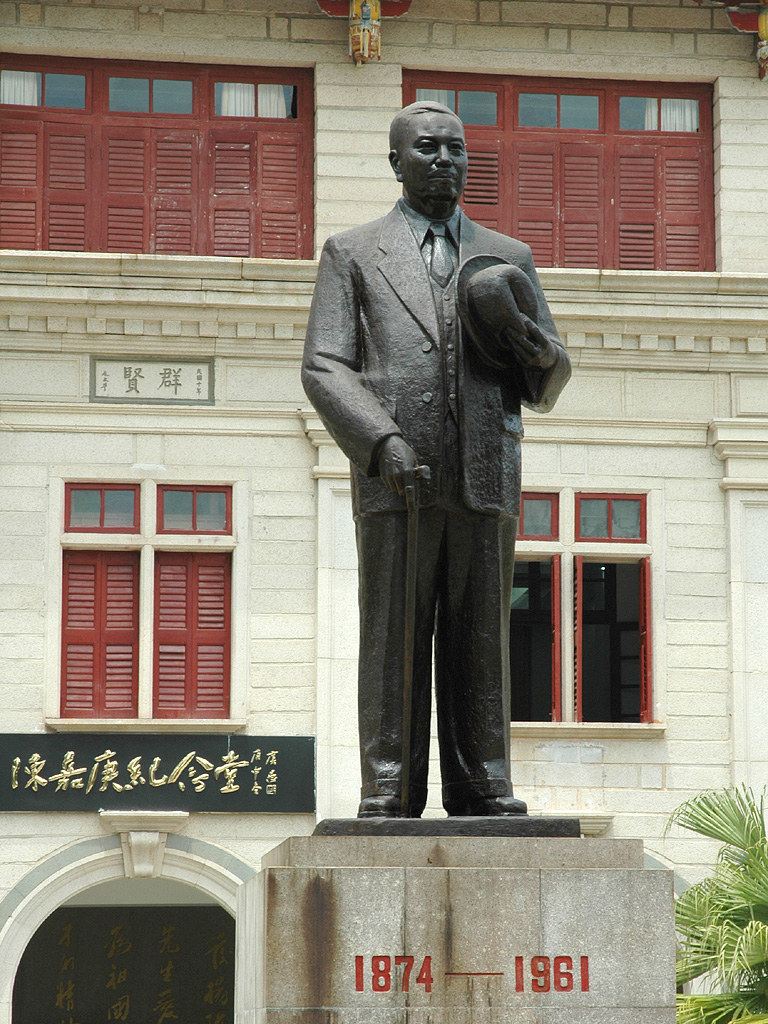
Denkmal für Tan Kah Kee in Xiamen, 2005

Tan Kah Kee (chinesisch 陳嘉庚 / 陈嘉庚, Pinyin Chén Jiāgēng, Pe̍h-ōe-jī Tân Kah-kiⁿ; * 21. Oktober 1874 in Jimei, Provinz Fujian; † 12. August 1961 in Peking) war ein chinesischer Philanthrop aus der Provinz Fujian. Er wanderte als junger Mann nach Singapur aus und kehrte 1950 als Großindustrieller zurück. 

## Leben
In Singapur war er zunächst im Reishandel seines Vaters tätig, später ließ er Ananas-Konserven herstellen. Er betrieb Plantagen für Gummi und ließ den Rohstoff verarbeiten, bis zu 32.000 Mitarbeiter waren 1925 für ihn tätig. Mit dem Schwerpunkt in Südostasien unterhielt er weltweit etwa 150 Niederlassungen, er galt als König der Gummiverarbeitung (King of Rubber) und Henry Ford Südostasiens. Im Laufe der folgenden Jahre wurde der Erfolg seiner Geschäfte durch die Wirtschaftskrise stark geschmälert. 
Er setzte sich in Singapur und Malaya für seine chinesischen Landsleute ein und förderte durch Gründung mehrerer Schulen deren Bildung, auch in englischer Sprache; er war an der Neustrukturierung des Verbandes der Hokkien-Chinesen in Singapur, der Singapore Hokkien Huay Kuan, wesentlich beteiligt; 1929–1950 war Tan Kah Kee der Präsident dieser Gemeinschaft. Kurz vor der japanischen Eroberung Singapurs während des Zweiten Weltkriegs konnte er nach Java fliehen, wo er in der Folgezeit seine Memoiren verfasste. Als er nach dem Kriegsende nach Singapur zurückkehren konnte, erhielt er ein Glückwunschtelegramm von Mao. 
Als überzeugter Patriot hatte sich Tan Kah Kee der Bildung der Jugend in seiner Heimat verpflichtet und gründete 1913 in Jimei bei Xiamen die erste von vielen Schulen. Zehn Jahre später finanzierte er die Gründung der Xiamen-Universität. Heute (2004) gibt es in Jimei 88 Lehreinrichtungen. Insgesamt förderte Tan Kah Kee 110 Schulen und Ausbildungseinrichtungen in 20 Ländern Südostasiens.
Tan Kah Kees Grab befindet sich im Schildkrötengarten, einer Insel bei Xiamen, welche die Form einer schwimmenden Schildkröte hat. Hier ließ er ein Befreiungsdenkmal errichten, das an den Kampf gegen Japan und gegen die Guomindang erinnert. Auf einem 28 Meter hohen Obelisk steht eine Inschrift von Mao Zedong: "Dem Standartenträger der Übersee-Chinesen, dem Ruhm der Nation". Tan Kah Kee wurde mit einem Staatsbegräbnis beigesetzt.
In Singapur wurde ein Förderpreis für junge Erfinder nach ihm benannt. Im Stadtbahnnetz Singapurs ist eine U-Bahn-Station in der Nähe mehrerer Schulen nach Tan Kah Kee benannt und der am 9. November 1964 entdeckte Asteroid (2963) Chen Jiageng trägt seit 1990 seinen Namen.